# Tuvana Türkay
Tuvana Türkay (n. 3 octombrie 1990, Üsküdar⁠(d), İstanbul, Turcia) este o actriță turcă.

## Tinerețe
Türkay s-a născut la 3 octombrie 1990 în raionul Üsküdar⁠(d) din Istanbul, Turcia. A studiat radio, televiziune și cinematografie la Universitatea Beykent⁠(d).
Sora ei mai mare, Katre Türkay, este de asemenea model și actriță.

## Filmografie

### Filme
| An   | Titlu                              | Rol           |
| 2013 | Eksik Sayfalar                     | Ayşegül       |
| 2015 | En Güzeli⁠(d)                       | Gizem         |
| 2015 | Güvercin Uçuverdi                  | Sema Taşkın   |
| 2015 | Bizans Oyunları: Geym of Bizans⁠(d) | Ayçörek Hatun |
| 2016 | Somuncu Baba: Aşkın Sırrı⁠(d)       | Necmiye       |
| 2016 | Sen Sağ Ben Selamet⁠(d)             |               |
| 2017 | Olanlar Oldu⁠(d)                    | Aslı          |
| 2017 | Bir Nefes Yeter⁠(d)                 | Nefes         |
| 2020 | Ağır Romantik⁠(d)                   | Aslı Egeli    |
| 2023 | Murat Göğebakan: Kalbim Yaralı     | Sema Bekmez   |
| 2024 | Emanet                             | Leyla         |
| 2024 | Karanlıktan Kaçış                  | Esin          |

### Seriale de televiziune
| An           | Titlu                                      | Rol                   |
| 2009         | Ayrılık⁠(d)                                 | Kevok                 |
| 2010         | Nakş-ı Dil Sultan                          | Nakş-ı Dil Sultan     |
| 2010-2012    | Intrigi și seducție⁠(d) (Yer Gök Aşk)       | Bade Palalı Hancıoğlu |
| 2014         | Dragoste de contrabandă⁠(d) (Kara Para Aşk) | Bahar Çınar           |
| 2016         | Oyunbozan                                  | Ece                   |
| 2017         | Deli Gönül⁠(d)                              | Fatmanur              |
| 2017-2018    | Kızlarım İçin⁠(d)                           | Kumru                 |
| 2019-2020    | Prețul fericirii⁠(d) (Yasak Elma)           | Leyla                 |
| 2021         | Kağıt Ev⁠(d)                                | Azra                  |
| 2021-2022    | Çember⁠(d)                                  | Zeynep Üstünipek      |
| 2023-2024    | Kudüs Fatihi Selahaddin Eyyubi             | Victoria              |
| 2024-prezent | Teşkilat⁠(d)                                | Kate                  |

## Discografie
Single-uri
- „Yalan De” (2019)[5]
- „Ah Aşk” (2021)
- „Geceler” (2022)

## Cărți
- İkimiz de Beni Seviyoruz, Artemis Publishing (2020)[6] ISBN 9786053045250